# Theophilea
Theophilea is een kevergeslacht uit de familie van de boktorren (Cerambycidae). De wetenschappelijke naam van het geslacht werd voor het eerst geldig gepubliceerd in 1895 door Pic.

## Soorten
Theophilea omvat de volgende soorten:
- Theophilea cylindricollis Pic, 1895
- Theophilea subcylindricollis Hladil, 1988